# Житомирсько-Поліська єпархія ПЦУ
Житомирсько-Поліська єпархія — єпархія Православної церкви України на території Житомирської області.

## Історія
Очолює єпархію з липня 2015 року архієпископ Володимир (Шлапак).

### Єпископи
- 1992 Іоан (Боднарчук), митрополит Житомирський (самочино почав іменуватися "митрополит Львівсько-Галицький і Житомирський", 29 квітня 1992 року в Києві відбувся Синод єпископів УАПЦ на чолі з патріархом Мстиславом, який ухвалив рішення щодо виключення митрополита Іоана (Боднарчука) зі складу єпископату УАПЦ)
- 1992 Софроній (Власов), єпископ Житомирський і Овруцький → Українська православна церква Київського патріархату
- 1996—1997 Іоан (Бойчук), єпископ Житомирський і Овруцький → Українська православна церква Київського патріархату
- 2005—2007 Адріан (Кулик) (під іменем Богдан (Кулик)), єпископ Житомирський, вікарій Київської єпархії
- 2009—2015 Володимир (Шлапак), архієпископ Житомирський і Поліський → Українська православна церква Київського патріархату
- 2015— Володимир (Шлапак), архієпископ Житомирський і Поліський

## Структура
Правління складається з наступних відділів:
- інформаційний,
- соціально-місіонерський,
- паломницький,
- адміністративно-фінансовий,
- юридичний,
- господарський,
- прес-служба єпархіального управління,
- охорона здоров'я, молодіжний.

| Храми | Храми                                                                                          | Храми               |
| №     | Назва                                                                                          | Адреса              |
| ----- | ---------------------------------------------------------------------------------------------- | ------------------- |
| 1     | Кафедральний храм Святої рівноапостольної Марії Магдалини                                      | місто Житомир       |
| 2     | Свято-Покровський храм                                                                         | місто Житомир       |
| 3     | Кафедральний храм на честь Почаївської ікони Божої Матері                                      | смт. Черняхів       |
| 4     | Свято-Володимирський храм                                                                      | смт. Черняхів       |
| 5     | Лікарняна каплиця на честь святого Луки Кримського                                             | смт. Черняхів       |
| 6     | Храм на честь ікони Б.М.Скоропослушниці                                                        | місто Бердичів      |
| 7     | Свято-Покровська парафія                                                                       | село Селець         |
| 8     | Свято-Покровський храм                                                                         | село Жадьки         |
| 9     | Триває будівництво храму                                                                       | село Некраші        |
| 10    | Виділена ділянка під будівництво церкви                                                        | село Клітище        |
| 11    | Свято-Пантелеймонівська парафія                                                                | смт. Іванопіль      |
| 12    | Свято-Миколаївська парафія                                                                     | село Крученець      |
| 13    | Свято-Юріївська парафія                                                                        | село Браженка       |
| 14    | Свято-Димитрівська парафія                                                                     | село Велика Горбаша |
| 15    | Каплиця на честь ікони "Спаситель благословляє дітей" при Житомирській міській дитячій лікарні | місто Житомир       |
| 16    | Свято-Андріївська парафія                                                                      | село Андріївка      |
| 17    | Парафія Різдва Пресвятої Богородиці                                                            | місто Баранівка     |
| 18    | Свято-Йосипівська парафія                                                                      | село Йосипівка      |
| 19    | Свято-Покровська парафія                                                                       | село Паволоч        |
| 20    | Духовна місія в Росії св.прп. Серафима Саровського                                             | Російська Федерація |